# Abdul Thompson Conteh
Abdul Thompson Conteh (7 febbraio 1970) è un ex calciatore sierraleonese, di ruolo attaccante.

## Carriera

### Club
Ha giocato nella prima divisione messicana, in quella guatemalteca ed in MLS.

### Nazionale
Ha partecipato alla Coppa d'Africa del 1994.

## Palmarès

### Club

#### Competizioni nazionali
- Campionato guatemalteco: 1

Comunicaciones: 1999-2000